# Polyalthia corticosa
Polyalthia corticosa este o specie de plante din genul Polyalthia, familia Annonaceae. A fost descrisă pentru prima dată de Jean Baptiste Louis Pierre, și a primit numele actual de la Achille Eugène Finet och François Gagnepain. Conform Catalogue of Life specia Polyalthia corticosa nu are subspecii cunoscute.